# Paradrina himaleyica
Paradrina himaleyica là một loài bướm đêm trong họ Noctuidae.